# Annamia normani
Annamia normani es una especie de peces de la familia Balitoridae en el orden de los Cypriniformes.

## Morfología
• Los machos pueden llegar alcanzar los 7,8 cm de longitud total.

## Alimentación
Come pequeños animales  bentónicos, principalmente larvas de insectos.

## Distribución geográfica
Se encuentran en Asia:  cuenca del río Mekong

## Hábitat
Es un pez de agua dulce y de clima tropical.